# Niesig (Fulda)
Niesig ist ein Stadtteil der osthessischen Stadt Fulda. Der Stadtteil grenzt im Norden an die Kernstadt.

## Geschichte
Im Jahre 1160 wurde das Dorf erstmals urkundlich mit dem Namen Nuasazi genannt. Eine Besiedlung hat wahrscheinlich schon um 800 stattgefunden. Im Jahre 1510 nannte man das Dorf Neuses, 1605 hieß es Nüseß und ab 1790 dann Niesig. Im Jahre 1908 wurde im damaligen Gasthaus ein Schulraum eingerichtet.
Am 1. August 1972 wurde die bis dahin selbständige Gemeinde Niesig im Zuge der Gebietsreform in Hessen kraft Landesgesetz in die Stadt Fulda eingegliedert.

### Einwohnerentwicklung
| • 1812: | 12 Feuerstellen, 111 Seelen |

| Niesig: Einwohnerzahlen von 1812 bis 2017 | Niesig: Einwohnerzahlen von 1812 bis 2017 | Niesig: Einwohnerzahlen von 1812 bis 2017 | Niesig: Einwohnerzahlen von 1812 bis 2017 | Niesig: Einwohnerzahlen von 1812 bis 2017 |
| --- | ----------------------------------------- | ----------------------------------------- | ----------------------------------------- | ----------------------------------------- |
| Jahr |                                           |                                           |                                           | Einwohner                                 |
| 1812 | 1812                                      |                                           | 111                                       | 111                                       |
| 1834 | 1834                                      |                                           | 126                                       | 126                                       |
| 1840 | 1840                                      |                                           | 128                                       | 128                                       |
| 1846 | 1846                                      |                                           | 106                                       | 106                                       |
| 1852 | 1852                                      |                                           | 98                                        | 98                                        |
| 1858 | 1858                                      |                                           | 101                                       | 101                                       |
| 1864 | 1864                                      |                                           | 93                                        | 93                                        |
| 1871 | 1871                                      |                                           | 124                                       | 124                                       |
| 1875 | 1875                                      |                                           | 126                                       | 126                                       |
| 1885 | 1885                                      |                                           | 139                                       | 139                                       |
| 1895 | 1895                                      |                                           | 112                                       | 112                                       |
| 1905 | 1905                                      |                                           | 123                                       | 123                                       |
| 1910 | 1910                                      |                                           | 141                                       | 141                                       |
| 1925 | 1925                                      |                                           | 159                                       | 159                                       |
| 1939 | 1939                                      |                                           | 190                                       | 190                                       |
| 1946 | 1946                                      |                                           | 323                                       | 323                                       |
| 1950 | 1950                                      |                                           | 347                                       | 347                                       |
| 1956 | 1956                                      |                                           | 707                                       | 707                                       |
| 1961 | 1961                                      |                                           | 711                                       | 711                                       |
| 1967 | 1967                                      |                                           | 781                                       | 781                                       |
| 1970 | 1970                                      |                                           | 864                                       | 864                                       |
| 1988 | 1988                                      |                                           | 1.103                                     | 1.103                                     |
| 2010 | 2010                                      |                                           | 1.660                                     | 1.660                                     |
| 2013 | 2013                                      |                                           | 1.671                                     | 1.671                                     |
| 2015 | 2015                                      |                                           | 1.730                                     | 1.730                                     |
| 2016 | 2016                                      |                                           | 1.753                                     | 1.753                                     |
| 2017 | 2017                                      |                                           | 1.755                                     | 1.755                                     |
| Datenquelle: Historisches Gemeindeverzeichnis für Hessen: Die Bevölkerung der Gemeinden 1834 bis 1967. Wiesbaden: Hessisches Statistisches Landesamt, 1968. Weitere Quellen: ; 2010,2012,2015: |                                           |                                           |                                           |                                           |

### Religionszugehörigkeit
Quelle: Historisches Ortslexikon
| • 1885: | 015 evangelische (= 10,79 %), 124 katholische (= 89,21 %) Einwohner |
| • 1961: | 105 evangelische (= 14,77 %), 598 katholische (= 84,11 %) Einwohner |

## Wappen
Am 12. Juni 1970 wurde der Gemeinde Niesig ein Wappen mit folgender Blasonierung verliehen: Das Wappen zeigt vorne in gespaltenem Schild ein schwarzes Kreuz und hinten auf blauem Grund eine goldene Kornähre.

## Sehenswürdigkeiten
- Im Niesiger Naherholungsgebiet „Am Gerlos“ eingerahmt von Naturdenkmalen des Niesiger Waldes befindet sich nahe dem wüsten Gerlos Hof das „Gerloser Häuschen“. Es ist vermutlich um die Mitte des 18. Jahrhunderts als Jäger- und Forstaufseherhaus erbaut worden.

## Persönlichkeiten
- Richard Kreß (1925–1996), Fußball-Nationalspieler